# Neottiura suaveolens
Neottiura suaveolens is een spin behorend tot de kogelspinnen.
De spin lijkt erg op de witbandkogelspin (Neottiura bimaculata). Bij de witgemarmerde vorm zit er nog een zwarte stip op het achterlijf. Er bestaat ook een vorm waarbij het achterlijf talloze witte stippen bevat. Het mannetje lijkt er ook op, maar de soort heeft twee witte stippen op het achterlijf. De spin komt voor in Europa, Rusland en Tunesië.
1. ↑  (en) Dimassi, Najet, Issaad Kawther Ezzine, Yousra Ben Khadra, Mohamed Salem Zellama, Abdelwaheb Ben Othmen, Khaled Said  (2016). A new record of spider species from Tunisia (Arachnida: Araneae). Journal of Research in Biological Sciences  2